# Sóley
Солей Стефансдоттир (англ. Sóley Stefánsdóttir), более известная как Sóley — является независимой вокалисткой, а также композитором из Рейкьявика, Исландия. Участница инди-поп группы Seabear.

## Биография
Солей Стефансдоттир — профессиональная пианистка и композитор. С 2007 года является участницей группы, основанной Синдри Мар Сигфуссоном, под названием Seabear. В этом музыкальном проекте она играет на гитаре и клавишных. Лейбл Morr Music, с которым подписали контракт Seabear, обратил внимание на Солей как на отдельного исполнителя, предложив писать сольные композиции. В 2010 году она выпустила свой дебютный мини-альбом — «Theater Island». В 2011 году был выпущен полноценный альбом — «We sink». Альбом был хорошо принят и получил в основном положительные оценки критиков. Несколько раз «наживо» исполняла свои композиции для радиостанции KEXP-FM.
27 июля 2014 года Солей объявила о выходе нового мини-альбома под названием «Krómantík». Официальная дата релиза — 18 июля 2014 года. Мини-альбом включает в себя 8 фортепианных композиций, написанных на протяжении длительного периода времени, включая композиции, созданные на раннем этапе творчества девушки — начиная ещё со времён учёбы в школе.

## Дискография

### Альбомы
- 2011: We Sink (Morr Music)
  1. I’ll Drown — 3:32
  2. Smashed Birds — 3:42
  3. Pretty Face — 4:40
  4. Bad Dream — 2:13
  5. Dance — 4:03
  6. And Leave — 3:29
  7. Blue Leaves — 2:49
  8. Kill the Clown — 3:43
  9. Fight Them Soft — 1:30
  10. About Your Funeral — 6:08
  11. The Sun Is Going Down I — 2:11
  12. The Sun Is Going Down II — 5:32
  13. Theater Island (Hidden Version) — 3:55

### Мини-альбомы (EP)
- 2010: Theater Island (Sound of a Handshake)
  1. Dutla — 2:39
  2. Kill The Clown — 3:46
  3. Theater Island — 3:56
  4. Blue Leaves — 2:50
  5. Read Your Book — 3:34
  6. We Will Put Her In Two Graves — 4:59
- 2014: Krómantík (Morr Music)
  1. Stiklur — 2:47
  2. Fantasía — 2:40
  3. Falski píanótíminn — 1:05
  4. Kaósmúsík — 0:35
  5. Krómantík — 2:40
  6. Stofuvals — 2:35
  7. Eftirteiti — 1:48
  8. Swing — 1:32

### Синглы
1. 2012: Pretty Face (Morr Music)